# Ravascletto
Ravascletto (friulski: Ravasclêt) – miejscowość i gmina we Włoszech, w regionie Friuli-Wenecja Julijska, w prowincji Udine.
Według danych na rok 2004 gminę zamieszkiwały 642 osoby, 24,7 os./km².